# Stena Flavia
Die Stena Flavia ist eine RoPax-Fähre der Stena Line, die 2008 als Watling Street gebaut wurde. Sie ist rund 186 Meter lang und knapp 26 Meter breit. Sie fährt zurzeit auf der Route Travemünde – Liepaja.

## Geschichte

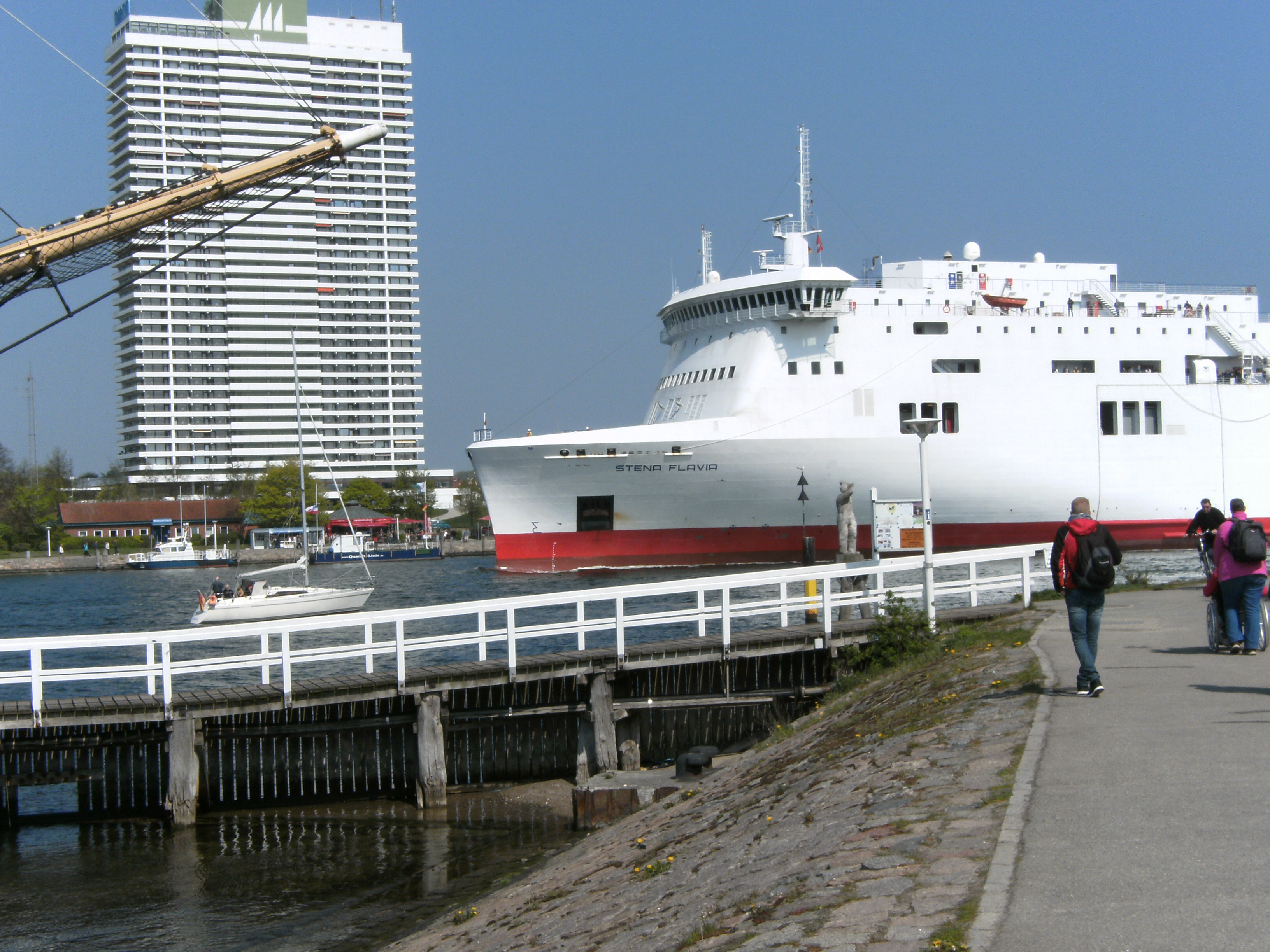
Die Stena Flavia in Travemünde

2011 wurde das Schiff von Scandlines gechartert und zusammen mit der Urd auf der Route Travemünde–Liepāja–Ventspils eingesetzt. Durch die Übernahme von fünf Scandlines-Routen durch Stena Line kam das Schiff Mitte 2012 zur Stena Line. Danach wurde das Schiff zeitweise auf der Route Travemünde – Ventspils eingesetzt, während die Urd die Linie Travemünde – Liepāja mit der Ask bedient. Seit dem 12. April 2015 wird das Schiff ebenfalls auf der Route Nynäshamn – Ventspils eingesetzt, wo zudem die Scottish Viking verkehrt.

### Zwischenfall 2014
Am 11. November 2014 um 10:47 Uhr kollidierte die in den Hafen einlaufende Pulpca im Hafen von Travemünde bei Nebel mit der Stena Flavia, die am Skandinavienkai lag. Der Anlageponton des Anlegers 4 wurde beschädigt. Es wurden keine Personen verletzt. Auf der Stena Flavia wurden eine Wallschiene und ein Rettungsboot beschädigt. Gegen beide Schiffe wurde ein Auslaufverbot verhängt. Von Januar bis März 2016 wurde die Stena Flavia während eines Werftaufenthaltes der Stena Horizon auf der Route Cherbourg – Rosslare eingesetzt.

## Schwesterschiffe
Die Stena Flavia hat keine direkten Schwesterschiffe. Es besteht allerdings eine große Übereinstimmung mit den drei später gebauten Schiffen der Klasse NAOS P270.